# Petrus Hofstede
Petrus Hofstede (Pierre Hofstède), né le 14 avril 1755 à Tournai et mort le 14 avril 1839 à Groningue, est un juriste et homme politique néerlandais, gouverneur de la province de Drenthe.

## Biographie
Petrus Hofstede est issue d'une famille de notables installée à Groningue. Son père Wolter Hendrik Hofstede (1725-1796) est premier clerc, et devient en 1784 secrétaire du Pays de Drenthe (future province de Drenthe) puis administrateur des Canaux et Tourbières; dans cette dernière fonction Wolter s'occupe beaucoup de l'exploitation des tourbières, du défrichement et du reboisement de Drenthe. Pierre est né à Tournai où son père effectuait son service militaire. Sa mère est Maria Cos (1731-1796). Il est le neveu de Johannes van Lier, receveur d'impôts de Drenthe. La famille jouit de la protection de Van Heiden, landdrost (gouverneur) du Pays de Drenthe, ami du Stathouder Guillaume V d'Orange-Nassau .
Pierre Hofstede est marié à Susanna Christina Kymmell ((1758-1825). Un de leurs fils, Wolter Hendrik (1783-1850), sera  sous l'Empire français sous-préfet à Assen dans le département de l'Ems-Occidental et plus tard membre de la Seconde Chambre des États généraux.

### Provinces-Unies
Après sa scolarité à Meppel il étudie le droit romain à l'université de Groningue de 1771 à 1776. Il s'installe comme avocat, puis avocat-impôts, à Assen. En 1780 Pierre, son père et son oncle van Lier sont parmi les premiers membres de la Société d'Assen, créée par le landdrost Van Heiden,.
En 1784 il succède à son père au poste de premier clerc du Pays de Drenthe. En 1790, il est nommé par le Stathouder dans une commission pour la reforme de la cour de justice (Loffelijke Etstoel) de Drenthe. De 1793 à 1795 il est membre du conseil municipal d'Assen.

### République batave
En 1795 à la révolution batave, l'orangiste Pierre Hofstede est destitué de ses fonctions publiques. Dès 1795, Hofstede s'occupe de ses projets privés de défrichement en investissant en des terres incultes dans plusieurs villages de Drenthe. Ainsi il crée des emplois pour 50 à plus de 100 personnes, selon les années.
Après la découverte en 1798 par le médecin anglais Edward Jenner que l'on peut immuniser contre la variole par inoculation de la vaccine, Pierre Hofstede est en 1801 le premier en Drenthe à expérimenter cette méthode sur ses enfants et sur des enfants des villages de son voisinage
Grâce à l'amnistie générale de décembre 1801, il peut rentrer dans la vie publique et il devient en 1802 Secrétaire de la Cour de justice de Drenthe. Sous la République batave le Pays de Drenthe avait perdu en 1798 son indépendance administrative et était devenu une dépendance de la province d'Overijssel. Il organise par deux fois une pétition de notables pour le retour à l'indépendance administrative de Drenthe, qui est accordé en 1805; Hofstede devient alors Secrétaire du Pays de Drenthe, poste que son père a occupé avant lui.

### Royaume de Hollande
Le 13 avril 1807, le roi Louis Bonaparte le nomme landdrost (gouverneur) du Pays de Drenthe. Il donne dès 1807 une structure administrative à la multitude des hameaux créés autour des défrichements et il crée en 1807 les 5 premières communes de Drenthe, y compris Assen qui n'était alors qu'un village de 700 habitants. Il nomme autoritairement son fils Wolter secrétaire d'Assen et donne les meilleurs postes d'Assen aux membres de sa famille (cousins, neveux).
Parallèlement à sa fonction de landdrost, il est du 5 février 1808 à 1809 membre du Conseil d'État en service extraordinaire, section législation et affaires générales, ce qui le rapproche du roi Louis Bonaparte. Le 12 mars 1809, sur invitation de Hofstede, le roi visite Assen. Malgré le petit nombre d'habitants, le roi donne à la localité des droits de ville et exempte les habitants de taxes pour attirer de nouveaux habitants. C'est le début du développement de ce futur chef-lieu de la province de Drenthe.
En 1806-1807, Hofstede (secrétaire, puis landdrost) est un des premiers administrateurs aux Pays-Bas à réglementer l'enseignement primaire en accord avec la loi de 1806,. Son projet de 1809 pour une École Française est retardé par l'annexion à la France.
Hofstede s'emploie également à renforcer les services médicaux. En 1808 il est le premier à introduire dans le royaume de Hollande l'obligation de vaccination de Drenthe contre la variole, non seulement pour les enfants en crèche, mais aussi pour les enfants d'âge scolaire. Il demande au roi les fonds nécessaires pour organiser la santé publique: le roi permet en 1810 la nomination au service de l'état d'un médecin et d'un apothicaire pour Assen.
Le 1er janvier 1810 Hofstede devient landdrost de la province d'Overijssel.

### Empire français
Le 1er janvier 1811, date de l'annexion du royaume de Hollande à l'Empire français, Overijssel devient le département des Bouches-de-l'Yssel et landdrost Hofstede en devient le premier préfet. Napoléon Ier le destitue le 12 mars 1813 pour le remplacer par le préfet Hultman, plus fidèle à l'Empire. Il est de nouveau sans fonction publique.

### Royaume des Pays-Bas
Dès la chute de l'Empire, il réintègre la vie publique. Les 29 et 30 mars 1814, il est membre de l'Assemblée des Notables du gouvernement provisoire des Pays-Bas unis pour le département de l'Ems-Occidental (les provinces futures de Groningue et Drenthe) et participe à la commission qui prépare les règles sur la composition des Conseils provinciaux. La province de Drenthe est créée avec Assen comme chef-lieu. Hofstede est le premier Gouverneur de Drenthe, poste qu'il occupe du 14 mai 1814 au 1er mai 1832.
Du 8 au 19 août 1815, il est membre extraordinaire des États généraux pour la nouvelle province de Drenthe. Ces États généraux vont décider de la constitution du royaume uni des Pays-Bas.
En tant que gouverneur, il reprend très vite ses projets de défrichement, interrompus en 1810. il apporte en 1818 son soutien au projet de création de la colonie de défrichement Frederiks-Oord par la (Société de Bienfaisance (nl)), dont il devient membre honoraire.
Un autre initiative du gouverneur Hofstede est la création du premier journal de Drenthe. Réagissant sur une annonce de Hofstede, Claas van Gorcum était devenu l'imprimeur provincial officiel en 1816. Puis Hofstede attire Sibrand Gratama comme rédacteur en chef et le premier numéro du journal sort le 1er avril 1823. Le journal s'appelle d'abord Nieuws- en Advertentieblad voor de Provincie Drenthe (Feuille de nouvelles et de publicité pour la province de Drenthe) et à partir de 1826 Drentsche Courant,.
En 1818 il reprend aussi son projet d'une École Française. Cette École Française pour garçons est ouverte en 1820 sous la direction de Hendrik Jan Nassau. En 1825, une École Latine est également ouverte. Les deux écoles fusionnent en 1829 pour former un Gymnasium (lycée classique) dont Nassau est le premier recteur. Hofstede crée aussi une école secondaire pour jeunes filles. Pour les études universitaires, Drenthe dépend de l'université de Groningue ; c'est pourquoi Hofstede demande en 1830 au roi un curateur représentant Drenthe à l'université de Groningue ; le roi ne nomme pas la personne proposé, mais Hofstede.
Le 1er mai 1832, il prend sa retraite de gouverneur et il déménage à Groningue, où il reste curateur de l'université jusqu'à l'année de sa mort en 1839.
Petrus Hofstede meurt le 14 avril 1839 à Groningue, le jour de son 84e anniversaire ; il est enterré à Assen.

## Honneurs
- Chevalier de l'ordre de l'Union, le 16 février 1807 ;
- Chevalier de l'ordre de la Réunion, le 7 mars 1812 ;
- Chevalier de la Légion d'honneur, juin 1811 [12] ;
- Commandeur de l'ordre du Lion néerlandais, le 17 octobre 1831.

## Sources
- (nl:) Hendrik Jan Nassau, Mr. Petrus Hofstede in zijn leven en werken, Édité par D.H. van der Scheer, 1839. (Biographie-Necrologie par le premier recteur du Gymnasium d'Assen) en ligne.
- (nl:) Sa fiche sur le site parlementair documentatiecentrum
- (nl:) H.Gras, Geschiedenis van Assen, Van Gorcum, 2000 en ligne
- (nl:) www.inenomassen.nl Assen, geschiedenis van een stad en haar inwoners